# Relações entre Rússia e Ucrânia
As relações entre Rússia e Ucrânia referem-se às relações entre a Federação Russa e a Ucrânia. Atualmente, os dois países estão envolvidos na Guerra Russo-Ucraniana, que começou em 2014 após a anexação russa da Crimeia.
Após a dissolução da União Soviética em 1991, as relações bilaterais dos estados sucessores passaram por períodos de proximidade, tensões e hostilidade aberta. No início da década de 1990, a política da Ucrânia era dominada por aspirações de garantir sua soberania e independência, seguida por uma política externa de múltiplos vetores que equilibrava a cooperação com a Rússia.
As relações entre os dois países têm sido hostis desde a revolução ucraniana de 2014, seguida pela anexação da Crimeia pela Rússia da Ucrânia e pelo apoio da Rússia aos combatentes separatistas da República Popular de Donetsk e da República Popular de Luhansk em uma guerra que até o início de 2020 matou mais de 13.000 pessoas e trouxe sanções ocidentais à Rússia.

## História das relações

### Rússia de Quieve
Tanto a Rússia quanto a Ucrânia reivindicam a herança de Rus (também conhecida como Rússia de Quieve ou Antiga Rus) que no século X uniu tribos e clãs de várias étnicas e origens sob a igreja bizantina. A Rus, enquanto formação política, sofria de um processo de fragmentação feudal, segundo a Grande Enciclopédia Soviética, e sua história é repleta de inúmeros conflitos entre vários príncipes. De acordo com as crônicas da Rússia antiga, Kiev, a moderna capital da Ucrânia, foi proclamada como a mãe das cidades Rus (russas / rutenas) devido ao outrora poderoso estado medieval tardio, um predecessor das nações russas e ucranianas. A frase "mãe das cidades" é de origem grega e significa metrópole. Discursos sobre o assunto da origem tanto de russos quanto de ucranianos podem levar a discussões acaloradas.

### Moscóvia e o Império Russo
Após a invasão mongol da Rus' de Kiev, as histórias dos povos russo e ucraniano começaram a divergir. O primeiro, tendo unido com sucesso todos os remanescentes das províncias do norte da Rus, cresceu em um poderoso estado russo. Este último ficou sob o domínio do Grão-Ducado da Lituânia, seguido pela Comunidade polonesa-lituana. Dentro da Comunidade, os militantes cossacos zaporozhianos recusaram a polonização, e freqüentemente entraram em confronto com o governo da Comunidade, controlado pela nobreza polonesa. A inquietação entre os cossacos levou-os a se rebelar contra a Comunidade e buscar a união com a Rússia, com a qual compartilhavam grande parte da cultura, língua e religião, o que foi formalizado pelo Tratado de Pereyaslav em 1654. A partir de meados do século XVII, a Ucrânia foi gradualmente absorvida no Império Russo, que foi completado no final do século XVIII com as Partilhas da Polônia. Logo depois, no final do século XVIII, o exército cossaco foi dissolvido à força pelo Império, com a maior parte da população realocada para a região de Kuban na extremidade sul do Império Russo, onde os cossacos teriam um papel valioso para o Império de subjugar as ferozes tribos do Cáucaso.
O Império Russo considerava os ucranianos (e bielorrussos) uma parte da identidade russa e se referia a eles como " Pequenos Russos ". Até o final da Primeira Guerra Mundial, esse ponto de vista foi contestado por um pequeno grupo de nacionalistas ucranianos. No entanto, a percepção de uma ameaça de "separatismo ucraniano" desencadeou um conjunto de medidas que visavam a russificação dos "Pequenos Russos". Em 1804, a língua ucraniana como matéria e língua de instrução foi proibida nas escolas. Em 1876, seguiu-se a proibição dos livros ucranianos pelo decreto segreto de Ems Ukaz por Alexandre II, que proibia a publicação e importação da maioria dos livros em língua ucraniana, apresentações públicas e palestras, e até proibia a impressão de textos ucranianos que acompanhassem partituras musicais.

### União Soviética
A Revolução de fevereiro viu o estabelecimento de relações oficiais entre o Governo Provisório Russo e a Rada Central Ucraniana, que foi representada no governo russo por seu comissário Petro Stebnytsky. Ao mesmo tempo, Dmitry Odinets foi nomeado representante dos Assuntos Russos no governo ucraniano. Após a agressão militar pelo governo soviético no início de 1918, a Ucrânia declarou sua total independência da República Russa. Os dois tratados de Brest-Litovsk que a Ucrânia e a Rússia assinaram separadamente com as Potências Centrais acalmaram o conflito militar entre elas e as negociações de paz foram iniciadas no mesmo ano.
Após o fim da Primeira Guerra Mundial, a Ucrânia se tornou um campo de batalha na Guerra Civil Russa e russos e ucranianos lutaram em quase todos os exércitos com base em suas orientações políticas.
Em 1922, a Ucrânia e a Rússia foram dois dos membros fundadores da União das Repúblicas Socialistas Soviéticas e foram signatários do tratado que encerrou a união em dezembro de 1991. [nb 2]
O fim do Império Russo também acabou com a proibição da língua ucraniana. Seguido por um período de korenizatsiya que promoveu as culturas das diferentes repúblicas soviéticas.
Entre 1932-1933, a Ucrânia experimentou o Holodomor (ucraniano: Голодомор, "Extermínio pela fome" ou "Extermínio pela fome"; derivado de 'Морити голодом', "Matar por fome"), que foi uma fome provocada pela República Socialista Soviético Ucraniana que matou até 7,5 milhões de ucranianos. Durante a fome, também conhecida como "Terror-Fome na Ucrânia" e "Fome-Genocídio na Ucrânia", milhões de cidadãos da RSS ucraniana, a maioria ucranianos, morreram de fome em uma catástrofe sem precedentes em tempos de paz na história da Ucrânia. Os estudiosos discordam sobre a importância relativa dos fatores naturais e das más políticas econômicas como causas da fome e sobre o grau em que a destruição do campesinato ucraniano foi premeditada por parte da liderança soviética. A fome do Holodomor estendeu-se a muitas repúblicas soviéticas, incluindo a Rússia e o Cazaquistão. Na ausência de prova documental absoluta de intenção, os estudiosos também argumentaram que o Holodomor foi, em última análise, uma consequência dos problemas econômicos associados à mudanças econômicas radicais implementadas durante o período de liquidação da propriedade privada e industrialização soviética, combinada com a seca generalizada do início dos anos 1930.
Em 13 de janeiro de 2010, o Tribunal de Apelação de Kiev declarou postumamente Stalin, Kaganovich, Molotov e os líderes soviéticos ucranianos Kosior e Chubar, entre outros funcionários, culpados de genocídio contra ucranianos durante a fome do Holodomor.

## Relações atuais

### Década de 1990

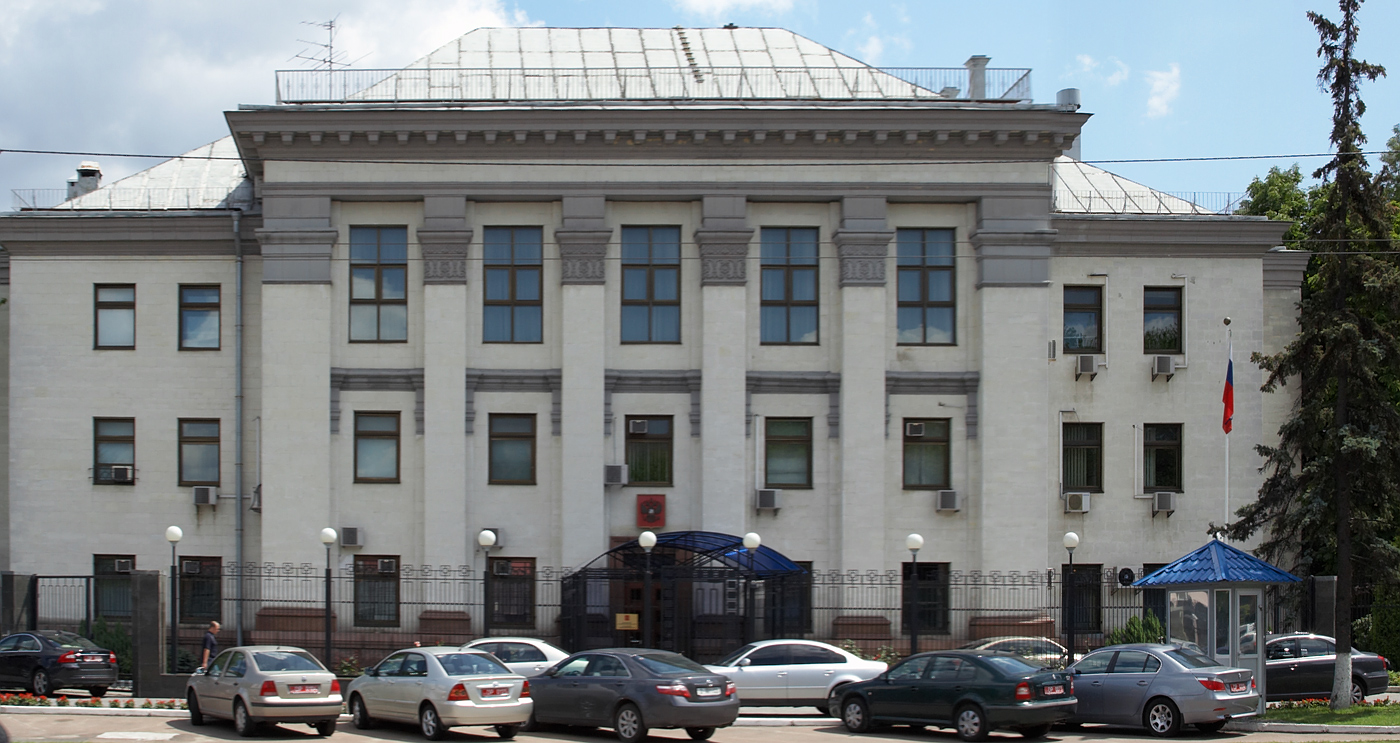
Embaixada da Rússia em Kiev

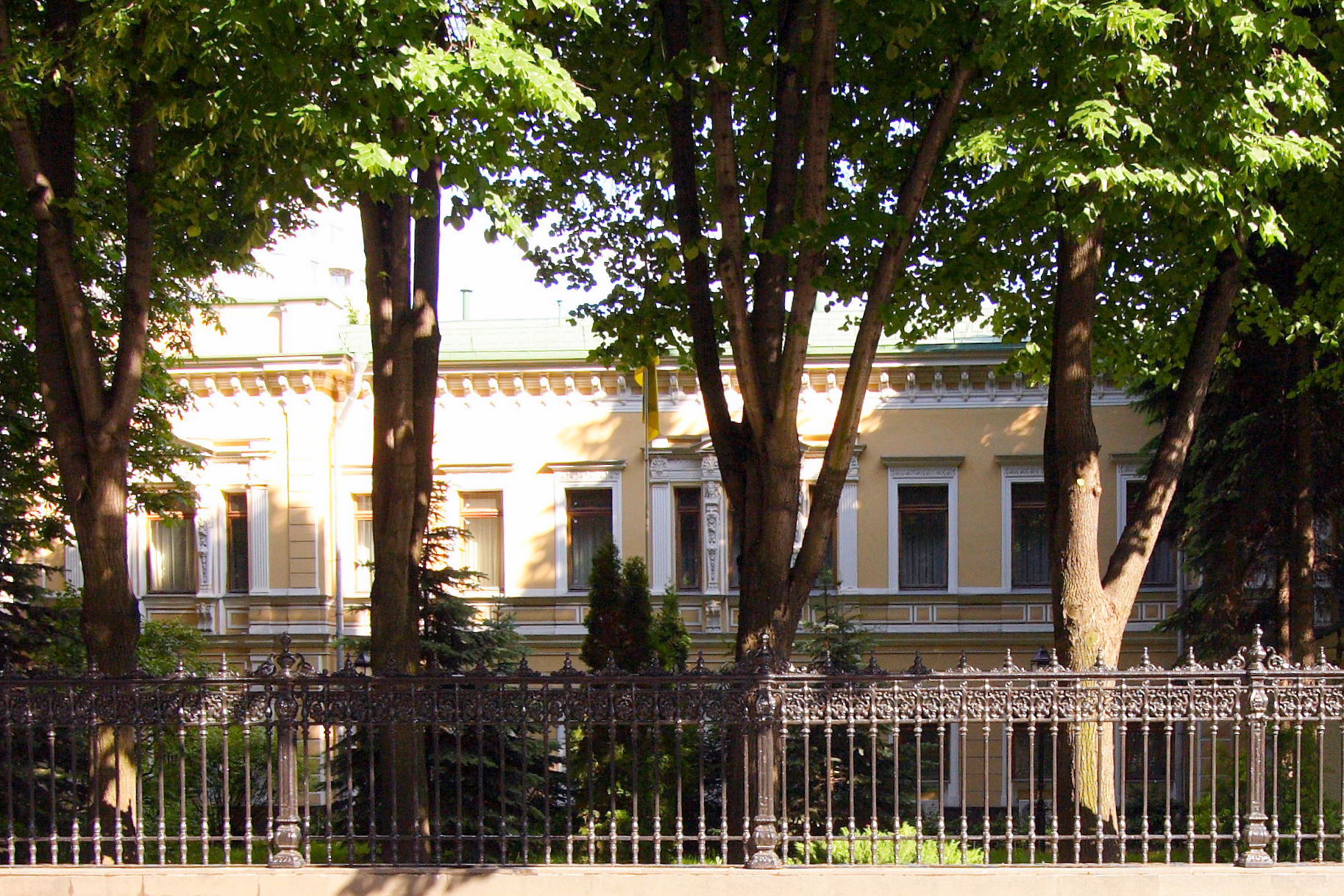
Embaixada da Ucrânia em Moscou

#### Desarmamento nuclear
A dissolução da União Soviética trouxe várias controvérsias. A desnuclearização da Ucrânia foi uma das questões mais controversas nas relações Rússia-Ucrânia nos primeiros anos. A Ucrânia hospedou grandes estoques de armas nucleares durante a Guerra Fria, quando a Ucrânia ganhou sua independência, ela herdou o terceiro maior estoque nuclear do mundo, junto com meios significativos de sua produção. 130 UR-100N mísseis balísticos intercontinentais (ICBM) com seis ogivas cada, 46 RT-23 Molodets ICBMs com dez ogivas cada, bem como 33 bombardeiros pesados, totalizando aproximadamente 1.700 ogivas permaneceram em território ucraniano. Embora a Ucrânia tivesse o controle físico das armas, ela não tinha controle operacional, pois elas dependiam de Links de Ação Permissiva controlados pela Rússia e do sistema de comando e controle russo. Em 1992, a Ucrânia concordou em remover voluntariamente mais de 3.000 armas nucleares táticas.
Após a assinatura do Memorando de Budapeste de 1994 entre os EUA, Reino Unido e Rússia, bem como acordos semelhantes com a França e a China, a Ucrânia concordou em destruir o resto de suas armas nucleares e em aderir ao Tratado do Não -Proliferação de Armas Nucleares (NPT). Em 1996, a Ucrânia transferiu todas as ogivas estratégicas da era soviética para a Rússia.

#### Divisão da Frota do Mar Negro e Sebastopol
A segunda grande disputa dos primeiros anos foi sobre o destino da Frota do Mar Negro, bem como suas bases operacionais, principalmente Sevastopol na Península da Crimeia. A questão foi exacerbada pela postura política, a proclamação ucraniana de que toda a frota estava sob a jurisdição da Rússia e a intenção de buscar um Plano de Ação para Membros da OTAN, seguido por expressões de políticos russos de reivindicações territoriais sobre partes da Crimeia e a declaração do parlamento russo de que a transferência da Crimeia para a Ucrânia de 1954 era ilegítima, tornando a península um assunto em curso nas negociações. Após vários anos de intensas negociações, toda a questão foi resolvida em 1997. O Tratado de Partição dividiu a frota e permitiu à Rússia arrendar algumas das bases navais em Sebastopol para a Marinha Russa até 2017, e o Tratado de Amizade, fixou o princípio da parceria estratégica, o reconhecimento da inviolabilidade das fronteiras existentes, o respeito pela integridade territorial e o compromisso mútuo de não usar seu território para prejudicar a segurança uns dos outros.

#### Economia
Outra grande disputa estava relacionada ao fornecimento de energia, uma vez que vários oleodutos e gasodutos entre União Soviética e Europa Ocidental atravessavam a Ucrânia. Mais tarde, após a entrada em vigor de novos tratados, os atrasos da dívida de gás da Ucrânia com a Rússia foram pagos com a transferência de algumas armas nucleares que a Ucrânia herdou da URSS para a Rússia, como os bombardeiros estratégicos Tu-160. Durante a década de 1990, ambos os países, juntamente com outros ex-estados soviéticos, fundaram a Comunidade dos Estados Independentes e grandes parcerias comerciais entraram em vigor.

### Década de 2000

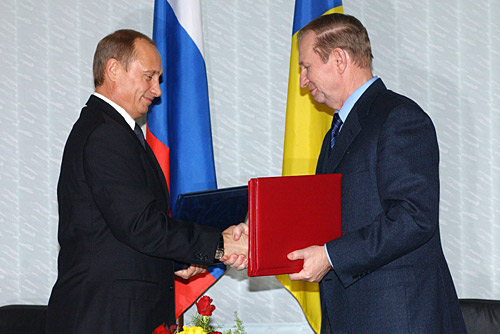
Vladimir Putin e Leonid Kuchma em dezembro de 2003.

Embora as disputas antes da eleição presidencial ucraniana de 2004 estivessem presentes, incluindo as especulações sobre o abate acidental de um avião russo pelos militares ucranianos e a controvérsia com a Ilha de Tuzla, as relações com a Rússia nos últimos anos de Leonid Kuchma melhoraram. Em 2002, o governo russo participou do financiamento da construção das centrais nucleares de Khmelnytskyi e Rivne. Em 2003, a Rússia tentou integrar a Ucrânia em um novo Espaço Econômico Único liderado pela Rússia. No entanto, com o presidente Viktor Yushchenko no poder, vários problemas reapareceram, incluindo as disputas de gás entre a Rússia e a Ucrânia, devido à crescente cooperação da Ucrânia com a UE e à oferta de adesão à OTAN.
A percepção geral na Ucrânia da relação com a Rússia depende muito de fatores regionais. Muito russófonos das regiões do leste e sudeste, que são lar da maioria da diáspora Rússia na Ucrânia, são abertos à aproximações com a Rússia. No entanto, no centro e particularmente na região ocidental da Ucrânia (que nunca foram partes do Império Russo), existem uma atitude menos amistosa com a Rússia, e a União Soviética em particular.
No geral, as recentes tentativas da Ucrânia de aderir à UE e à OTAN foram vistas como uma mudança de curso para apenas uma orientação pró-ocidental e anti-russa da Ucrânia e, portanto, um sinal de hostilidade, e isso resultou em uma queda na estima da Ucrânia na Rússia (embora o presidente da Ucrânia, Viktor Yushchenko, tenha garantido à Rússia que ingressar na OTAN não era um ato anti-russo, e Putin disse que a Rússia receberia bem a adesão da Ucrânia na UE). Isso foi alimentado ainda mais pela discussão pública na Ucrânia sobre se a língua russa deveria receber o status oficial e se tornar a segunda língua oficial. Durante o conflito de gás de 2009, a mídia russa quase uniformemente retratou a Ucrânia como um Estado agressivo e ganancioso que queria se aliar aos inimigos da Rússia e explorar o gás russo barato.
O agravamento das relações foi provocado por declarações beligerantes feitas em 2007-2008 tanto pela Rússia (por exemplo, o Ministério das Relações Exteriores da Rússia, o prefeito de Moscou Yury Luzhkov e o então presidente Vladimir Putin) e políticos ucranianos como, por exemplo, o ex-ministro das Relações Exteriores Borys Tarasiuk, vice-ministro da Justiça da Ucrânia, e o então líder da oposição parlamentar Yulia Tymoshenko.
A situação da Frota Russa do Mar Negro em Sebastopol permaneceu uma questão de desacordo e tensões.

#### Segundo governo Tymoshenko

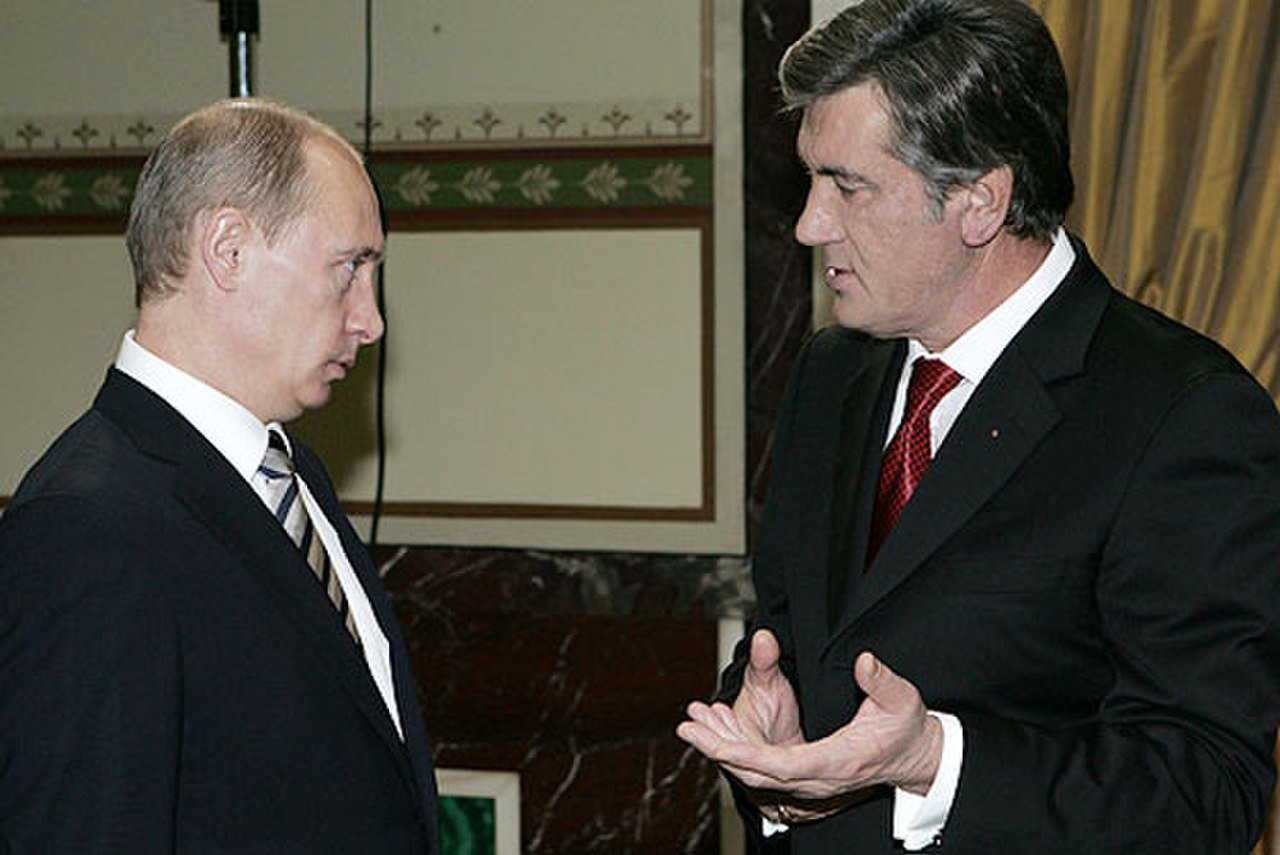
Vladimir Putin e Viktor Yushchenko em fevereiro de 2008

Em fevereiro de 2008, a Rússia retirou-se unilateralmente do acordo intergovernamental ucraniano-russo sobre o SPRN assinado em 1997.
Durante a Guerra Russo-Georgiana, as relações entre a Ucrânia e a Rússia azedaram, devido ao apoio da Ucrânia e venda de armas à Geórgia, bem como, os novos regulamentos ucranianos para a Frota Russa do Mar Negro, que enviava navios e fuzileiros navais para a guerra, tais como a exigência de que a Rússia obtivesse permissão prévia ao cruzar a fronteira com a Ucrânia, o que a Rússia se recusou a cumprir. Desentendimentos adicionais sobre a posição sobre a Geórgia e as relações com a Rússia estavam entre as questões que derrubaram a Coalizão Nossa Ucrânia-Bloco de Autodefesa do Povo + Bloco Yulia Tymoshenko no parlamento ucraniano em setembro de 2008 (em 16 de dezembro de 2008 a coalizão ressurgiu com um novo parceiro de coalizão, o Lytvyn Bloc). Isso reacendeu a polêmica sobre a presença militar russa na Crimeia.
Em 2 de outubro de 2008, o primeiro-ministro russo Vladimir Putin acusou a Ucrânia de fornecer armas à Geórgia durante a Guerra da Ossétia do Sul. Putin também afirmou que Moscou tinha evidências de que especialistas militares ucranianos estiveram presentes na zona de conflito durante a guerra. A Ucrânia negou as acusações. O chefe da estatal de exportação de armas, Ukrspetsexport, disse que nenhuma arma foi vendida durante a guerra, e o ministro da Defesa, Yuriy Yekhanurov, negou que militares ucranianos tenham lutado ao lado da Geórgia. O Procurador-Geral da Ucrânia Oleksandr Medvedko confirmou em 25 de setembro de 2009 que não havia nenhum pessoal das Forças Armadas ucranianas participando da Guerra da Ossétia do Sul de 2008, nenhuma arma ou equipamento militar das Forças Armadas ucranianas estava presente no conflito e nenhuma ajuda foi prestada para o lado georgiano. Também na declaração, as autoridades ucranianas informaram que as transferências internacionais de equipamento de especialização militar entre a Ucrânia e a Geórgia durante o período de 2006–2008 foram realizadas de acordo com os contratos anteriormente estabelecidos, as leis da Ucrânia e os tratados internacionais.
Os EUA apoiaram a candidatura da Ucrânia para aderir à OTAN, lançada em Janeiro de 2008 como um esforço para obter o Plano de Acção para a Adesão à OTAN. A Rússia se opôs veementemente a qualquer perspectiva de Ucrânia e Geórgia se tornarem membros da OTAN. De acordo com a alegada transcrição do discurso de PotEncontro do Conselho OTAN-Rússia de 2008 em Bucareste, Putin falou da responsabilidade da Rússia pelos russos étnicos residentes na Ucrânia e exortou os seus parceiros da OTAN a agirem de maneira sensata; De acordo com alguns relatos da mídia, ele então deu a entender em particular ao seu homólogo americano a possibilidade de a Ucrânia perder sua integridade no caso de sua adesão à OTAN. De acordo com um documento nos telegramas diplomáticos dos Estados Unidos, Putin "desafiou implicitamente a integridade territorial da Ucrânia, sugerindo que a Ucrânia era uma criação artificial costurada a partir do território da Polônia, República Tcheca, Romênia e, especialmente, da Rússia na sequência do Segundo Guerra Mundial."

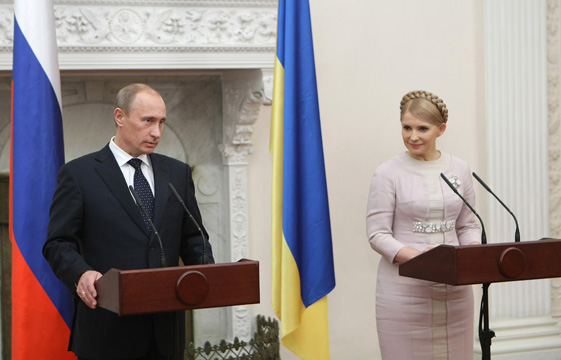
Vladimir Putin e Yulia Tymoshenko em novembro de 2009

Durante uma disputa em janeiro de 2009 sobre os preços do gás natural, as exportações de gás natural russo através da Ucrânia foram fechadas. As relações se deterioraram ainda mais quando o primeiro-ministro russo, Putin, durante esta disputa, disse que "a liderança política ucraniana está demonstrando sua incapacidade de resolver problemas [...] econômicos, e a situação destaca a alta criminalização das autoridades [ucranianas]" e quando em fevereiro de 2009 (após o conflito) o presidente ucraniano Yushchenko e o Ministério das Relações Exteriores da Ucrânia consideraram a declaração do presidente russo Dmitry Medvedev de que a Ucrânia deve compensar as perdas da crise de gás para os países europeus uma "declaração emocional que é hostil e hostil à Ucrânia e aos estados-membros da UE”. Durante o conflito, a mídia russa quase uniformemente retratou a Ucrânia como um estado agressivo e ganancioso que queria se aliar aos inimigos da Rússia e explorar o gás russo barato.

### Década de 2010

#### Presidência de Viktor Yanukovych

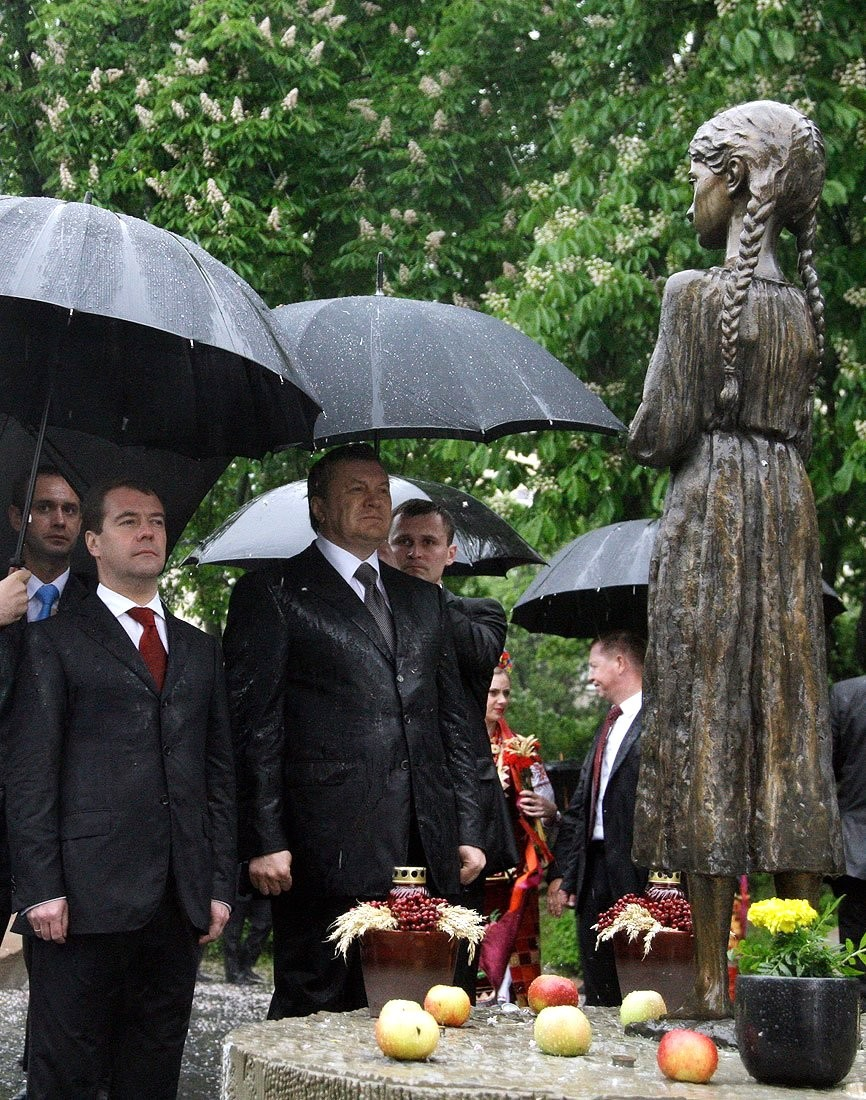
Viktor Yanukovych e o presidente russo, Dmitry Medvedev, em 17 de maio de 2010, perto do Memorial às Vítimas do Holodomor em Kiev

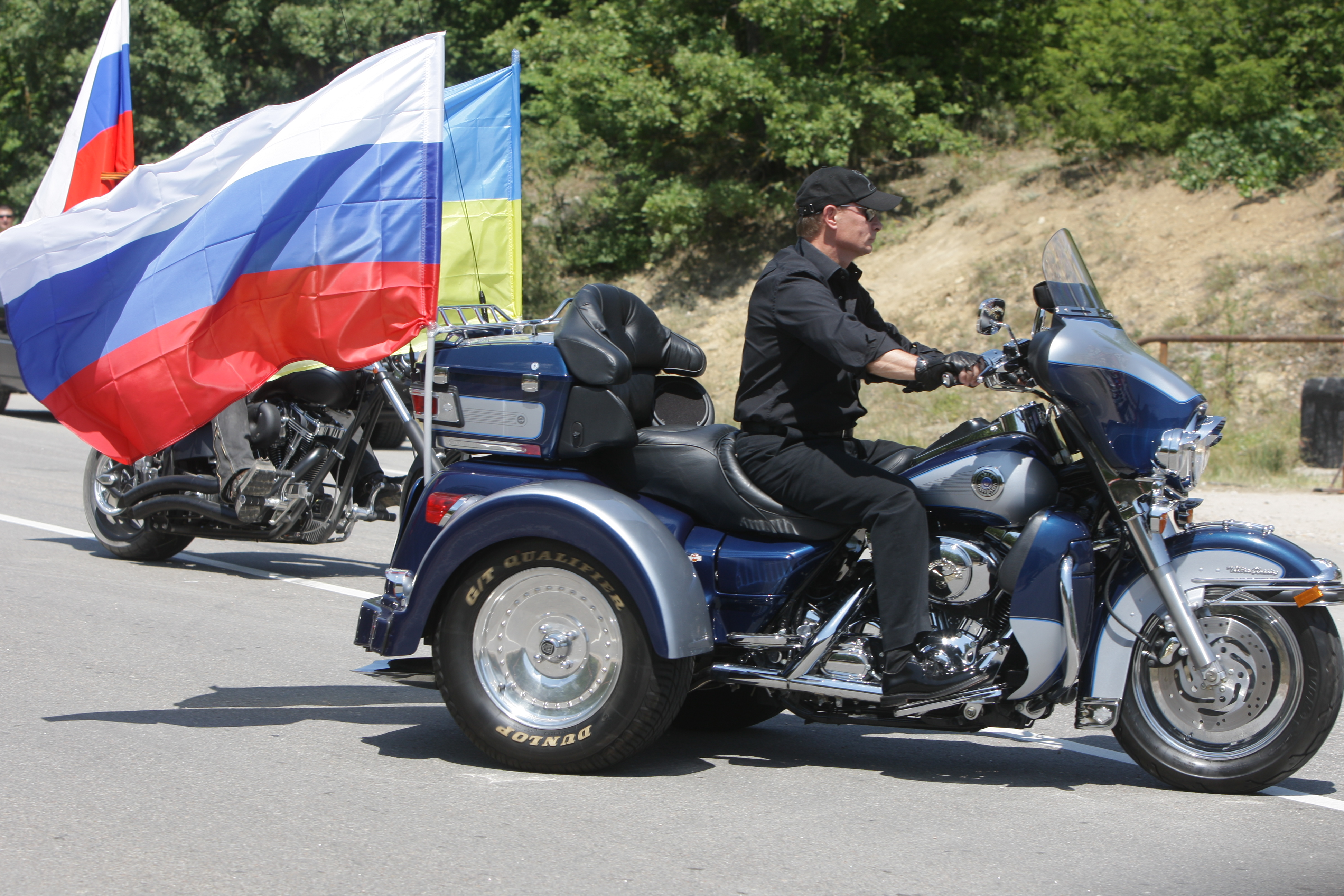
Vladimir Putin chegou ao 14º Rally Internacional de Motociclistas em Sevastopol, Crimeia, em 24 de julho de 2010

De acordo com Taras Kuzio, Viktor Yanukovych era o mais pró-russo e neo-soviético presidente eleito na Ucrânia. Desde sua eleição, ele cumpriu todas as exigências feitas pelo presidente russo, Dmitri Medvedev, em sua carta escrita ao ex-presidente Viktor Yushchenko em agosto de 2009.
Em 22 de abril de 2010, os presidentes Viktor Yanukovych e Dmitry Medvedev assinaram um acordo sobre o aluguel da base das Forças Navais russas em Sebastopol nos próximos 25 anos para descontos de gás natural nas entregas, que representaram US $ 100 por cada 1.000 metros cúbicos. O contrato de extensão do arrendamento foi altamente controverso dentro e fora da Ucrânia.
Em 17 de maio de 2010, o presidente Dmitry Medvedev chegou a Kiev para uma visita de dois dias. Durante a visita, Medvedev esperava assinar acordos de cooperação em "problemas inter-regionais e internacionais", segundo a RIA Novosti. Isso também foi mencionado no inquérito oficial na Verkhovna Rada pelo primeiro vice-primeiro-ministro Andriy Klyuyev. De acordo com algumas agências de notícias, o objetivo principal da visita era resolver os desacordos nas relações de energia entre a Rússia e a Ucrânia, depois que Viktor Yanukovych concordou com a fusão parcial da Gazprom e da Naftogaz. Além da fusão das empresas estatais de gás, falou-se também da fusão do setor de energia nuclear.
O presidente russo, Dmitry Medvedev (abril de 2010) e o primeiro-ministro russo Vladimir Putin (junho de 2010), afirmaram ter notado uma grande melhora nas relações desde a presidência de Viktor Yanukovych.
Em 17 de julho de 2013, perto da costa russa do Mar de Azov, que é considerado águas internas da Rússia e da Ucrânia (sem delimitação de fronteira), o barco-patrulha da guarda costeira russa colidiu com um navio de pesca ucraniano. Quatro pescadores morreram enquanto um foi detido pelas autoridades russas sob a acusação de caça furtiva. De acordo com o pescador sobrevivente, seu barco foi atacado por russos e os pescadores também foram alvejados, enquanto a polícia russa alegou que foram os caçadores furtivos que tentaram colidir com o navio patrulha. A Ministra da Justiça da Ucrânia, Olena Lukash, reconheceu que a Rússia não tem jurisdição para processar o cidadão ucraniano detido. Segundo a esposa do pescador sobrevivente, o cônsul ucraniano na Rússia foi muito passivo em fornecer qualquer apoio sobre o assunto. O pescador sobrevivente deveria ser libertado para a Ucrânia antes de 12 de agosto de 2013; no entanto, o Ministério Público da Rússia optou por manter o ucraniano detido na Rússia. Outro incidente ocorreu na fronteira entre os oblasts de Belgorod e Luhansk quando um motorista de trator russo aparentemente embriagado decidiu cruzar a fronteira para a Ucrânia junto com seus dois amigos em 28 de agosto de 2013. Ao contrário do incidente em Azov, ocorrido um mês antes, em 17 de julho de 2013, o Serviço Estatal de Fronteiras da Ucrânia devolveu os cidadãos da Rússia às autoridades russas. O trator Belarus foi levado embora e entregue ao Ministério de Receitas e Deveres.

#### Integração econômica e Euromaidan
Em 2013, a Ucrânia buscou o status de observador na União Aduaneira da Bielorrússia, Cazaquistão e Rússia, liderada pela Rússia, bem como persistiu em avançar com o acordo de associação com a UE, programado para ser assinado em novembro.
Em 14 de agosto de 2013, os serviços alfandegários russos interromperam todas as mercadorias provenientes da Ucrânia. Alguns políticos viram isso como o início de uma guerra comercial contra a Ucrânia para impedir a Ucrânia de assinar um acordo comercial com a União Europeia. De acordo com Pavlo Klimkin, um dos negociadores ucranianos do Acordo de Associação, inicialmente “os russos simplesmente não acreditaram (que o acordo de associação com a UE) poderia se tornar realidade. Eles não acreditavam em nossa capacidade de negociar um bom acordo e não acreditavam em nosso compromisso de implementar um bom acordo."
Em setembro de 2013, a Rússia avisou a Ucrânia que, se prosseguisse com um planejado acordo de livre comércio com a UE, enfrentaria uma catástrofe financeira e, possivelmente, o colapso do Estado. Sergey Glazyev, conselheiro do presidente Vladimir Putin, disse que "as autoridades ucranianas cometem um grande erro se pensam que a reação russa se tornará neutra em alguns anos. Isso não vai acontecer." A Rússia já impôs restrições à importação de certos produtos ucranianos e Glazyev não descartou novas sanções se o acordo fosse assinado. Glazyev permitiu a possibilidade de movimentos separatistas surgirem no leste e no sul de língua russa da Ucrânia.

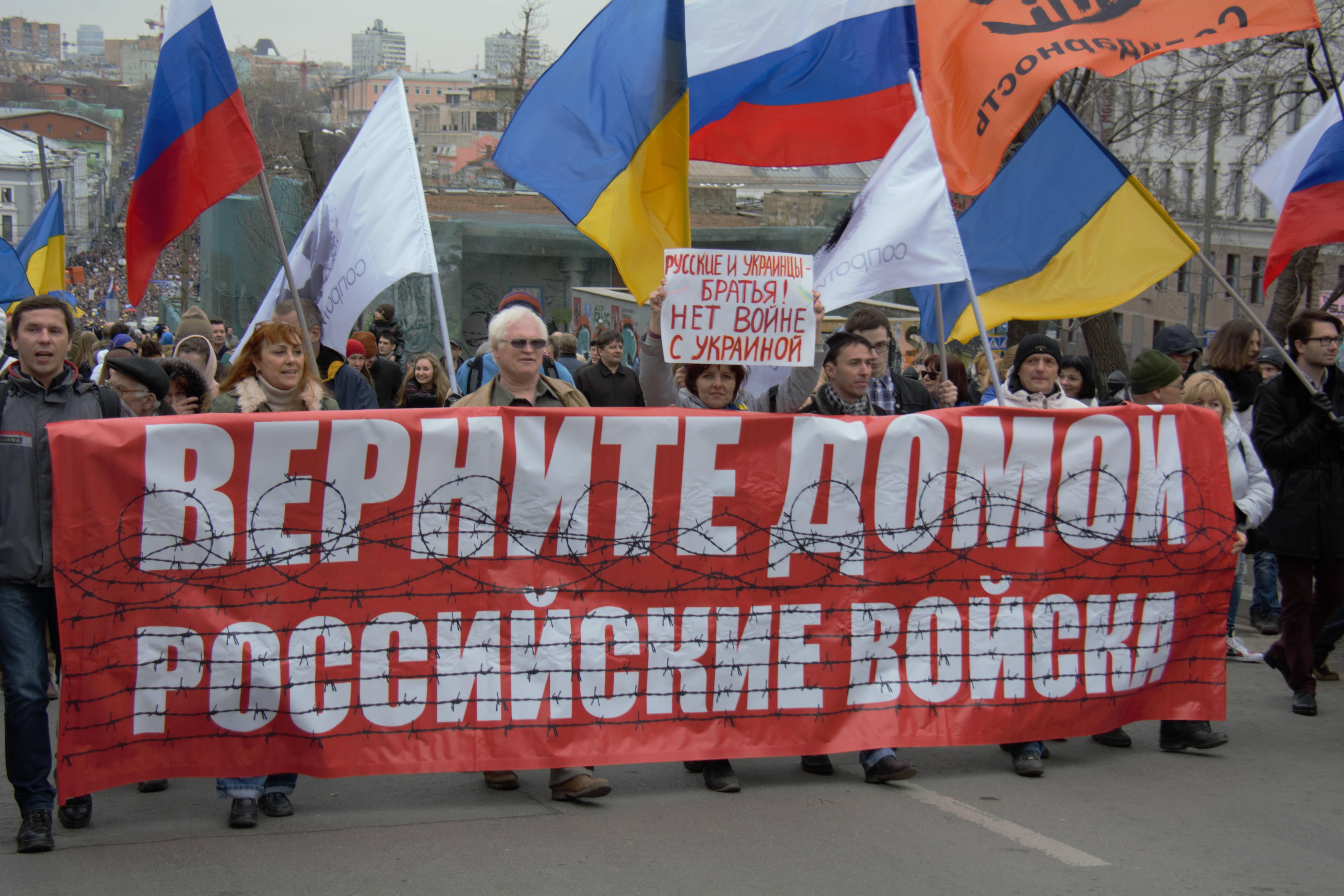
Os protestos de 15 de março, chamados de Marcha da Paz, ocorreram em Moscou um dia antes do referendo da Crimeia

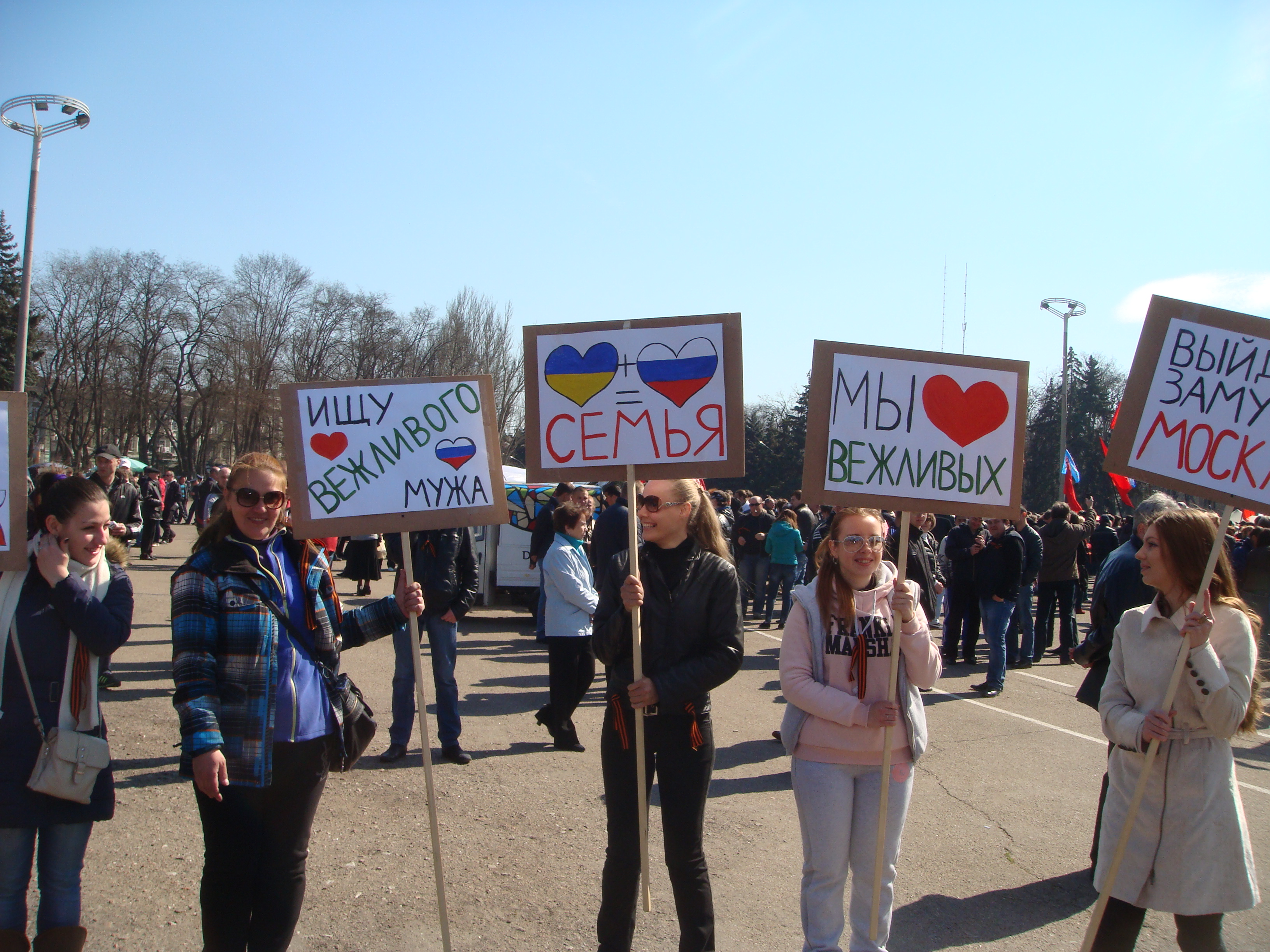
Manifestantes pró-russos em Odessa, 30 de março de 2014

Em 21 de novembro de 2013, Yanukovych suspendeu os preparativos para a assinatura do Acordo de Associação da UE, a fim de buscar relações econômicas mais estreitas com a Rússia. Em 17 de dezembro de 2013, o presidente russo, Vladimir Putin, concordou em emprestar 15 bilhões de dólares em ajuda financeira e um desconto de 33% no preço do gás natural. O tratado foi assinado em meio a protestos massivos e contínuos na Ucrânia por laços mais estreitos entre a Ucrânia e a União Europeia. Os críticos apontaram que nos meses anteriores a 17 de dezembro de 2013, uma mudança nos regulamentos aduaneiros russos sobre as importações da Ucrânia foi uma tentativa russa de impedir a Ucrânia de assinar um Acordo de Associação com a União Europeia.

#### Anexação da Crimeia e guerra no leste da Ucrânia
A crise da Crimeia de 2014 estava se desenrolando na República Autônoma da Crimeia, no rescaldo da revolução ucraniana de fevereiro de 2014, na qual o governo do presidente ucraniano, Viktor Yanukovych foi deposto. Protestos foram realizados por grupos majoritariamente de russos étnicos que se opunham aos eventos em Kiev e desejavam laços estreitos ou integração com a Rússia, além de uma autonomia ampliada ou possível independência para a Crimeia. Outros grupos, incluindo os tártaros da Crimeia, protestaram em apoio à revolução. Em 27 de fevereiro, militares sem identificação usando máscaras tomaram vários edifícios importantes na Crimeia, incluindo o edifício do parlamento e dois aeroportos. Sob cerco, o Conselho Supremo da Crimeia demitiu o governo da república autônoma e substituiu o presidente do Conselho de Ministros da Crimeia, Anatolii Mohyliov, por Sergey Aksyonov.
A Ucrânia acusou a Rússia de intervir nos assuntos internos da Ucrânia, enquanto o lado russo negou oficialmente tais alegações. Em resposta à crise, o parlamento ucraniano solicitou que os signatários do Memorando de Budapeste reafirmassem seu compromisso com os princípios consagrados no acordo político e pediu ainda que realizassem consultas com a Ucrânia para aliviar as tensões. Em 1º de março, sem declaração de guerra, o parlamento russo concedeu ao presidente Vladimir Putin autoridade para usar a força militar na Ucrânia. No mesmo dia, o presidente em exercício da Ucrânia, Oleksandr Turchynov, decretou a nomeação do Primeiro-Ministro da Crimeia como inconstitucional. Ele disse: "Consideramos o comportamento da Federação Russa uma agressão direta contra a soberania da Ucrânia!"
Em meados de março, após um referendo local controverso, a Rússia reconheceu a Crimeia como um estado soberano e procedeu à anexação formal da península. O Ministério das Relações Exteriores da Ucrânia convocou o Diretor Provisório da Rússia na Ucrânia para apresentar um discurso de protesto contra o reconhecimento da República da Crimeia pela Rússia e sua subsequente anexação. Dois dias depois, o Verkhovna Rada condenou o tratado e chamou as ações da Rússia de "uma violação grosseira do direito internacional". Além disso, a Ucrânia respondeu com sanções contra a Rússia, bem como com uma lista negra e congelamento de ativos de vários indivíduos e entidades envolvidos na anexação. A Ucrânia anunciou que não comprará produtos russos. Outros países que apoiam a posição da Ucrânia (por exemplo, União Europeia, Noruega, Islândia, Suíça, Liechtenstein, Albânia, Montenegro, Estados Unidos, Reino Unido, Canadá, Austrália, Nova Zelândia, Japão, etc.) seguiram medidas semelhantes. A Rússia respondeu com medidas semelhantes contra a Ucrânia e seus apoiadores, mas não revelou publicamente a lista de pessoas ou entidades sancionadas.
Em 19 de março de 2014, todas as Forças Armadas ucranianas (na época sitiadas em suas bases por soldados não marcados) foram retiradas da Crimeia. Em 8 de abril de 2014, foi alcançado um acordo entre a Rússia e a Ucrânia para devolver os navios capturados à Ucrânia e "para a retirada de um número não divulgado de aeronaves ucranianas apreendidas na Crimeia". A Rússia devolveu 35 navios que haviam sido apreendidos durante a anexação da Crimeia, mas suspendeu unilateralmente o retorno de materiais da Marinha ucraniana da Crimeia para a Ucrânia porque/depois que a Ucrânia não renovou seu cessar-fogo unilateralmente declarado em 1 de julho de 2014 na Guerra em Donbass. Portanto, 16 navios menores ainda não retornaram à Ucrânia propriamente dita.
Em 27 de março de 2016, Dmitry Kozak foi nomeado para fortalecer os laços sociais, políticos e econômicos da Crimeia com a Rússia.
Em 14 de abril, o presidente russo Putin anunciou que abriria uma conta exclusiva em rublos no Banco Rossiya e o tornaria o banco principal na Crimeia recém-anexada, além de conceder o direito de pagar o serviço de US $ 36 da Rússia bilhões no mercado de eletricidade no atacado - o que deu ao banco $ 112 milhões por ano apenas com as taxas de comissão.
Em 15 de abril, a Verkhovna Rada declarou a República Autônoma da Crimeia e Sebastopol sob "ocupação provisória" pelos militares russos Os territórios também foram considerados "partes inalienáveis da Ucrânia", de acordo com a lei ucraniana. Em 17 de abril de 2014, o presidente Putin afirmou que os militares russos haviam apoiado as milícias separatistas da Crimeia, afirmando que a intervenção da Rússia era necessária "para garantir condições adequadas para que o povo da Crimeia pudesse expressar livremente sua vontade".
Ao longo de março e abril de 2014, a agitação pró-Rússia se espalhou na Ucrânia, com grupos pró-Rússia proclamando "Repúblicas Populares" nos oblasts de Donetsk e Luhansk, desde então estão ambos parcialmente fora do controle do governo ucraniano.
Os confrontos militares entre rebeldes pró-russos (apoiados por militares russos) e as Forças Armadas da Ucrânia começaram na região de Donbass em abril de 2014. Em 5 de setembro de 2014, o governo ucraniano e os representantes da autoproclamada República Popular de Donetsk e da República Popular de Luhansk assinaram uma trégua provisória ( cessar-fogo - o acordo ). O cessar-fogo implodiu em meio a novos combates intensos em janeiro de 2015. Um novo acordo de cessar-fogo entrou em vigor desde meados de fevereiro de 2015, mas este acordo também não conseguiu parar os combates. A Rússia foi acusada pela OTAN e pela Ucrânia de se envolver em operações militares diretas para apoiar a República Popular de Donetsk e a República Popular de Luhansk. A Rússia nega isso, mas em dezembro de 2015, o presidente da Federação Russa, Vladimir Putin, admitiu que oficiais da inteligência militar russa estavam operando na Ucrânia, mas insistindo que não eram o mesmo que tropas regulares. A Rússia admitiu que "voluntários" russos estão ajudando as repúblicas populares separatistas.
Na sessão de 26 de junho de 2014 da Assembleia Parlamentar do Conselho da Europa, o presidente ucraniano Petro Poroshenko afirmou que as relações bilaterais com a Rússia não podem ser normalizadas a menos que a Rússia desfaça a anexação unilateral da Crimeia e devolva o controle da Crimeia à Ucrânia. Em fevereiro de 2015, a Ucrânia encerrou um acordo de 1997 segundo o qual os russos podem entrar na Ucrânia com identidade interna em vez de passaporte de viagem.

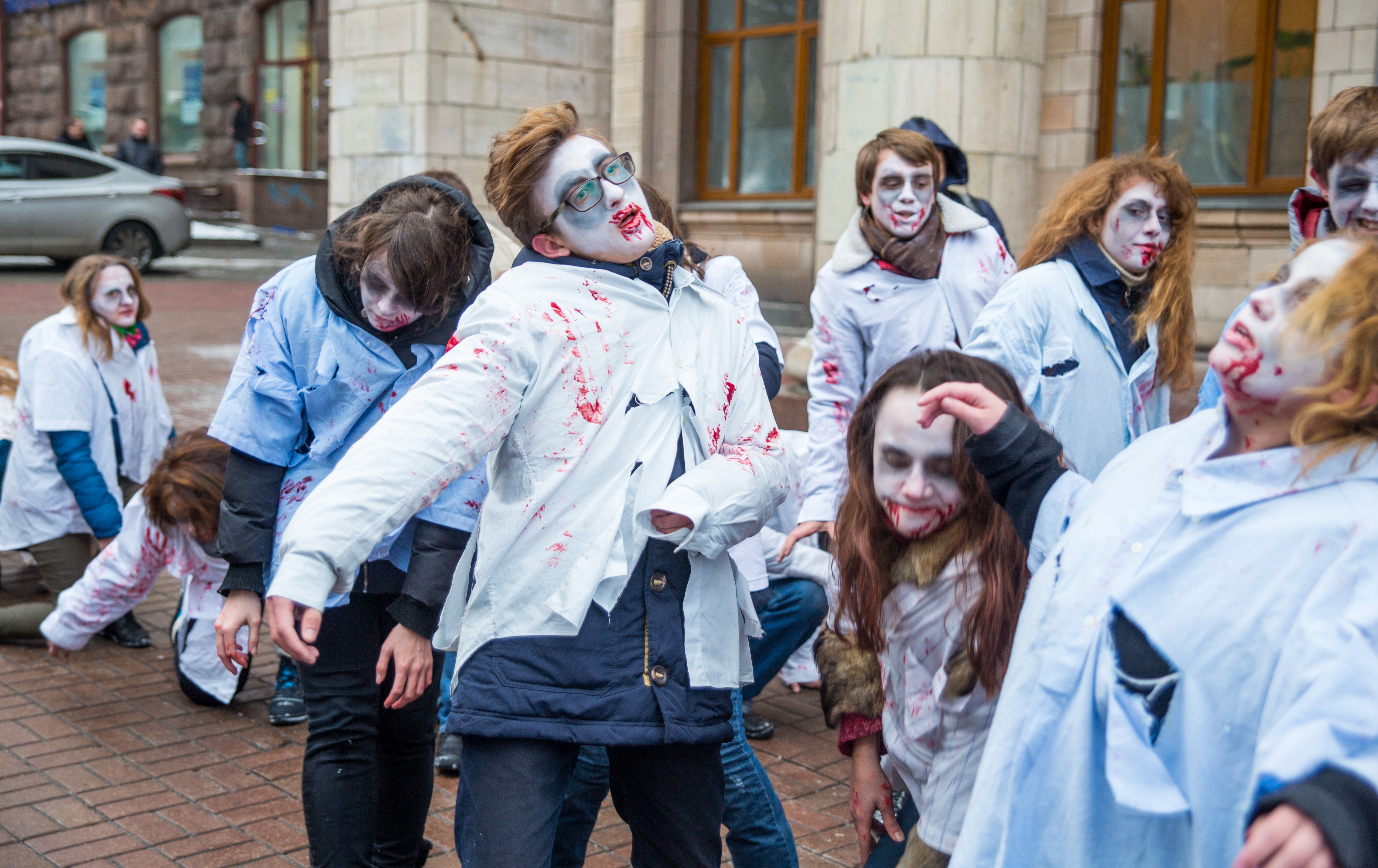
Atuação em dezembro de 2014 em Kiev em apoio à campanha cívica Boicote Filmes Russos

No início de março de 2014, e antes do referendo da independência, todas as transmissões de canais de TV da Ucrânia foram suspensas na Crimeia. Mais tarde naquele mês, o Conselho Nacional Ucraniano para Transmissão de Rádio e TV ordenou medidas contra alguns canais de TV russos que foram acusados de transmitir informações enganosas sobre a Ucrânia. Em fevereiro de 2015, a lei "Sobre a proteção da informação na televisão e no rádio da Ucrânia" proibiu a exibição (na televisão ucraniana) de "obras audiovisuais" que contivessem "a popularização, agitação, propaganda de qualquer ação das autoridades policiais, armadas forças armadas, outras forças armadas, militares ou de segurança do estado ocupante" foi promulgada. Um ano depois, as produções russas (na televisão ucraniana) diminuíram de 3 a 4 (vezes). 15 canais de TV russos foram proibidos em março de 2016.

#### Deterioração contínua das relações
Em maio de 2015, a Ucrânia suspendeu o acordo de cooperação militar com a Rússia, que vigorava desde 1993. Após uma ruptura nos laços comerciais mútuos, a Ucrânia também cessou o fornecimento de componentes que eram usados na produção de equipamento militar pela Rússia. Em agosto, a Rússia anunciou que proibirá a importação de produtos agrícolas ucranianos a partir de janeiro de 2016. Em outubro de 2015, a Ucrânia proibiu todos os voos diretos entre a Ucrânia e a Rússia. Em novembro de 2015, a Ucrânia fechou seu espaço aéreo a todos os aviões militares e civis russos. Em dezembro de 2015, legisladores ucranianos votaram para colocar um embargo comercial à Rússia em retaliação ao cancelamento desta última da zona de livre comércio dos dois países e proibição de importação de alimentos, já que o acordo de livre comércio entre a União Europeia e a Ucrânia está para entrar em vigor em janeiro de 2016. A Rússia impõe tarifas sobre produtos ucranianos a partir de janeiro de 2016, com a adesão da Ucrânia à Área de Livre Comércio Abrangente e Aprofundada com a UE.
Desde 2015, a Ucrânia está proibindo os artistas russos de entrar na Ucrânia e também outras obras culturais russas da Rússia, quando eram consideradas "uma ameaça à segurança nacional". A Rússia não retribuiu, o ministro das Relações Exteriores da Rússia, Sergey Lavrov, respondeu dizendo que "Moscou não deveria ser como Kiev" e não deveria impor "listas negras" e restrições às figuras culturais da Ucrânia. Lavrov acrescentou que os produtores russos e a indústria cinematográfica deveriam levar em consideração "ataques hostis a artistas estrangeiros na Rússia" ao implementar projetos culturais com eles.

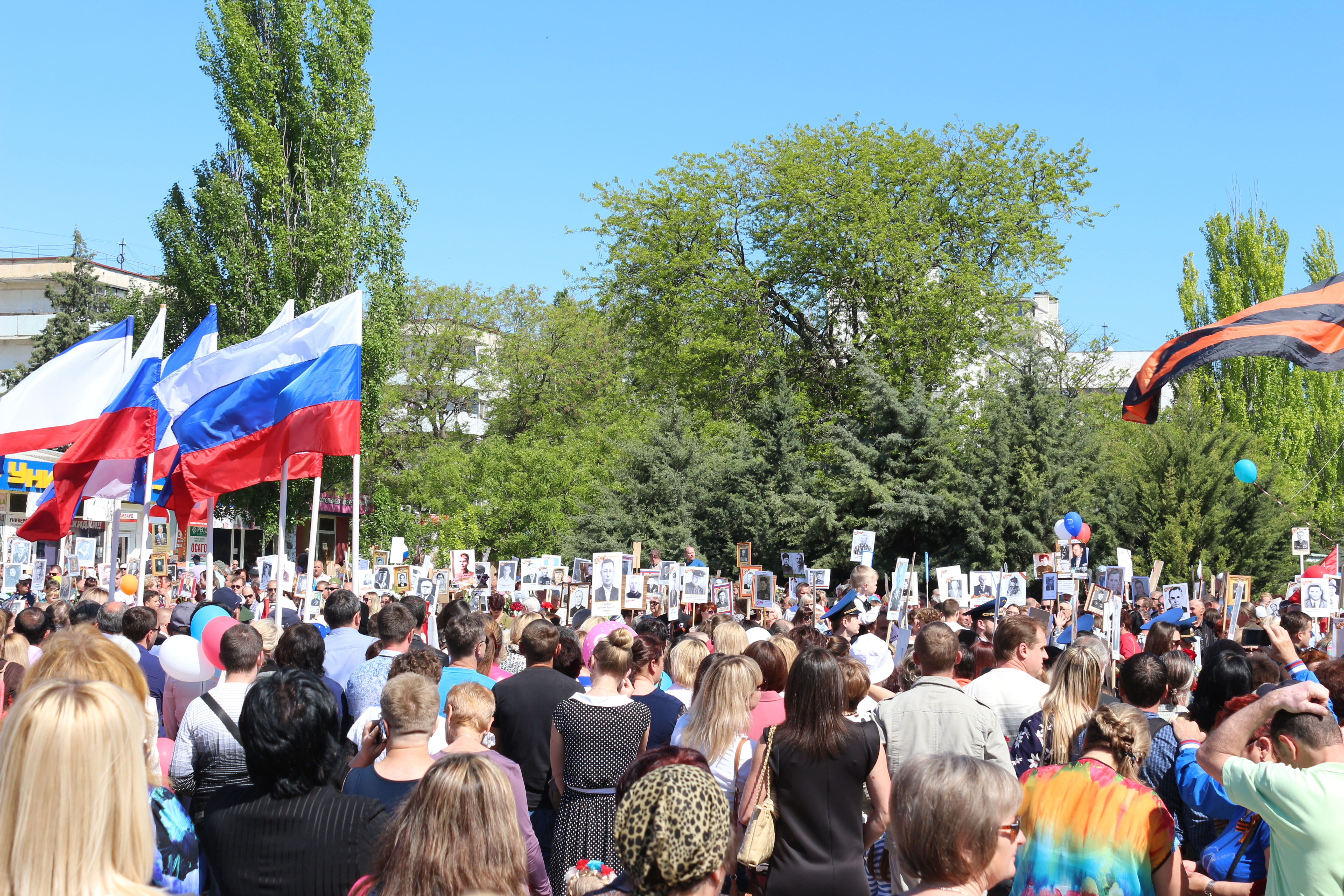
Crimeia anexada à Rússia em 2016

De acordo com o Serviço Estatal de Guarda de Fronteiras da Ucrânia, a quantidade de cidadãos russos que cruzaram a fronteira entre a Rússia e a Ucrânia (mais de 2,5 milhões de russos em 2014) caíram quase 50% em 2015.
A lei educacional da Ucrânia de 2017 torna o ucraniano a única língua do ensino fundamental nas escolas públicas. A lei foi criticada por funcionários da Rússia e da Hungria. O Ministério das Relações Exteriores da Rússia afirmou que a lei foi elaborada para "estabelecer à força um regime de idioma monoétnico em um estado multinacional".

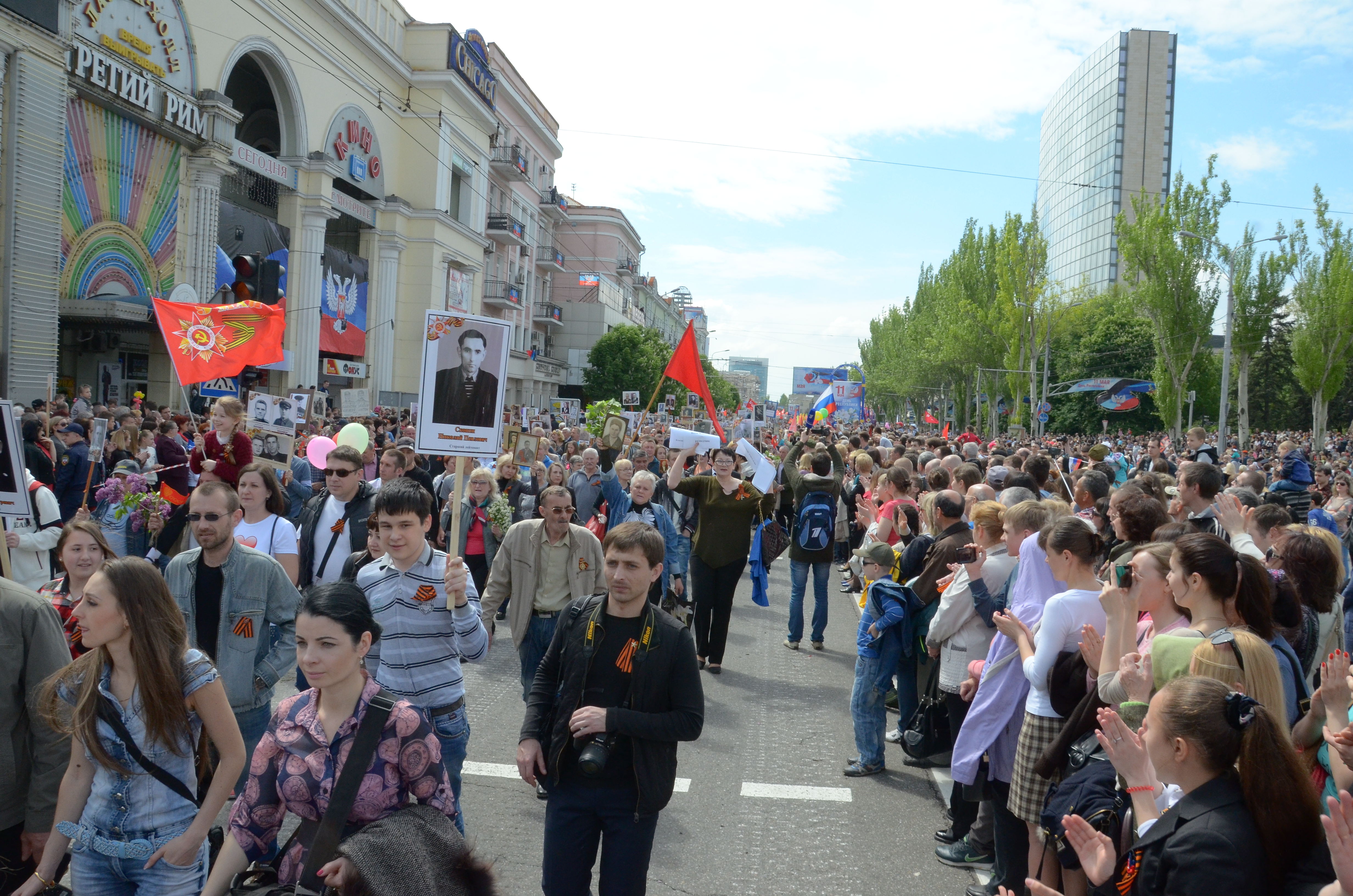
Comemorações do Dia da Vitória em Donetsk, a autoproclamada República Popular de Donetsk, 9 de maio de 2016

#### Presidência de Volodymyr Zelensky
Em 11 de julho de 2019, o recém-eleito presidente ucraniano Volodymyr Zelensky conversou por telefone com o presidente russo Vladimir Putin após os apelos do primeiro ao líder russo para que participasse das negociações com a Ucrânia, os Estados Unidos, a Alemanha, a França e o Reino Unido em Minsk. Os líderes também discutiram a troca de prisioneiros realizada por ambos os lados. Em 7 de setembro, a Ucrânia e a Rússia trocaram prisioneiros.

### Década de 2020

#### Tentativa de golpe de Estado
Em novembro de 2021, dia 26, o presidente ucraniano Volodymyr Zelenskyy afirmou que seu governo recebeu informações de um golpe de Estado que seria realizado nos primeiros dias de dezembro, com envolvimento Russo, mas não apontou diretamente o governo Russo como participante. A Rússia rejeitou a alegação, afirmando apenas um discurso inflamatório.
Em 24 de Fevereiro de 2022, iniciou-se outra invasão russa que é uma continuação da guerra que  estava acontecendo desde 2014 e que perdura até os dias de hoje

## Comparação dos países
|                          | Federação Russa (Rússia) | Ucrânia                                                       |
| ------------------------ | --- | ------------------------------------------------------------- |
| Brasão de armas          | |                                                               |
| Bandeira                 | Rússia | Ucrânia                                                       |
| População                | 146267288 | 42539010                                                      |
| Área                     | 17 075 400 km2 (6 600 000 sq mi)                                                                                            | 603 500 km2 (230 000 sq mi)                                   |
| Densidade populacional   | 8/km2 (21/sq mi) | 73,8/km2 (191/sq mi)                                          |
| Fusos horários           | 9 | 1                                                             |
| Zona económica exclusiva | 8 095 881 km2 (3 100 000 sq mi)                                                                                             | 6 805 586 km2 (2 600 000 sq mi)                               |
| Capital                  | Moscou | Kiev                                                          |
| Maior cidade             | Moscou (pop. 11503501, 15500100 Metros)                                                                                     | Kiev (pop. 2900920, 3375000 Metros)                           |
| Governo                  | semipresidencial federal república constitucional                                                                           | Semipresidencial unitário república constitucional            |
| Língua oficial           | Russa (de facto e de jure)                                                                                                  | Ucraniana (de facto e de jure)                                |
| Religiões principais     | 71% Ortodoxos 13% não religiosos 10% Islã >1% cristão não afiliado 2% outros ortodoxos >1% outras religiões (Censo de 2017) | 60,7% Cristianismo 35,2% não religiosos 0,6% Islã 3,3% Outros |
| Grupo étnico             | 80,90% Russos 8,75% Povos turcos 3,96% outros indo-europeus 3,78% Caucasianos 1,76% Povos fino-úgricos e mongóis e outros   | 77,8% Ucranianos 17,3% Russos 4,9% outros/não especificado    |
| PIB (PPP) pelo FMI       | $3373 bilhões | $347,88 bilhões                                               |
| PIB (nominal) pelo FMI   | $1267,754 bilhões | $87,198 bilhões                                               |

## Nota
- Este artigo foi inicialmente traduzido, total ou parcialmente, do artigo da Wikipédia em inglês cujo título é «Russia–Ukraine relations».